# Sofía González
Sofía Alejandra González Cortés (Valparaíso, 29 de septiembre de 1987) es una fonoaudióloga, magíster en Educación y política chilena, militante del Partido Comunista de Chile (PCCh). Entre marzo de 2022 y noviembre de 2024 se desempeñó como Delegada Presidencial Regional de Valparaíso bajo el gobierno del presidente Gabriel Boric.

## Biografía
Oriunda de la comuna de Quillota, es hija de profesores. Cursó su educación media en el Colegio Francisco de Miranda de Quillota y sus estudios superiores en la Escuela de Fonoaudiología de la Universidad de Valparaíso, egresando a fines del año 2010. Se especializó en evaluación, diagnóstico y rehabilitación en lenguaje y habla infantil. 
Ha participado en diversos programas de inclusión escolar en escuelas rurales, liceos e instituciones públicas de la Región de Valparaíso.

## Carrera política

### Dirigente estudiantil
Inició su vida política como dirigente estudiantil durante su educación media y universitaria, allí fue presidenta del centro de alumnos de su carrera. En la misma época, comienza acercamientos con el Partido Comunista, donde posteriormente militaría.

### Candidata a concejala y diputada
Se inscribe como candidata independiente a concejala de Quillota para las elecciones municipales de 2016 en la lista de la Nueva Mayoría, obtiene el 0.78% de los votos, sin resultar electa.
Participa nuevamente como candidata a concejala en las elecciones municipales de 2021, pero esta vez por la comuna de Hijuelas y como militante del Partido Comunista de Chile, siendo Secretaria Política de este en la Región de Valparaíso.
Tras obtener un 1,57% de los votos y no resultar electa como concejala, acepta una candidatura a diputada para las elecciones parlamentarias de 2021 por el Distrito N°6 dentro de la lista parlamentaria de Apruebo Dignidad en representación del PCCh. Los principales ejes de su campaña fueron el feminismo, la inclusión, el cuidado del medioambiente y el desarrollo local. Obtuvo 12 320 votos, correspondientes al 3,47% de los votos, sin resultar electa.

### Gobierno de Gabriel Boric
El 28 de febrero, el presidente electo, Gabriel Boric, comunica el nombramiento sus delegados presidenciales, designando a González como Delegada Presidencial Regional de Valparaíso, siendo la segunda mujer en ocupar el cargo de máxima representatividad del Poder Ejecutivo en la región y la primera con el título de Delegada Presidencial de Valparaíso. Asumió el cargo el 11 de marzo de 2022 con el inicio formal del gobierno de Gabriel Boric.
Presentó su renuncia como delegada presidencial de Valparaíso el 15 de noviembre de 2024 con el fin de presentarse como candidata a las elecciones parlamentarias del año 2025, siendo sucedida en el cargo por el también militante comunista Yanino Riquelme.

## Historial electoral

### Elecciones municipales de 2016
- Elecciones municipales de 2016, para el concejo municipal de Quillota. [4]

(Se consideran solamente a los candidatos con sobre el 2% de votos y candidatos electos como concejales)
| Candidato                     | Pacto                    | Partido | Votos | %     | Resultado |
| ----------------------------- | ------------------------ | ------- | ----- | ----- | --------- |
| Mauricio Ávila Pino           | Nueva Mayoría para Chile | PDC     | 2303  | 10,26 | Concejal  |
| Alejandro Villarroel Castillo | Chile Vamos              | UDI     | 1756  | 7,82  | Concejal  |
| Antonio Rebolar Díaz          | Chile Vamos              | RN      | 1569  | 6.99  | Concejal  |
| Roberto Vergara Saavedra      | Nueva Mayoría para Chile | PDC     | 1459  | 6,50  | Concejal  |
| Ramón Balbontín Leiva         | Con la Fuerza del Futuro | PRSD    | 1437  | 6,40  | Concejal  |
| Carlos Pacheco Díaz           | Con la Fuerza del Futuro | PRSD    | 1249  | 5,56  | Concejal  |
| Regina Brito Jeria            | Chile Vamos              | RN      | 962   | 4,28  |           |
| Eduardo Figueroa Lizana       | Chile Quiere Amplitud    | AMP     | 845   | 3,76  |           |
| Marco Vergara Trujillo        | Nueva Mayoría para Chile | PDC     | 755   | 3,36  | Concejal  |
| Cristina Bonet Zambrano       | Con la Fuerza del Futuro | ILG     | 709   | 3,16  |           |
| Ana Olguín Aguilera           | Nueva Mayoría para Chile | PS      | 707   | 3,15  |           |
| Silvio Ibaceta Astudillo      | Nueva Mayoría por Chile  | PCCh    | 580   | 2,58  | Concejal  |
| María Baeza Hermosilla        | Chile Vamos              | RN      | 573   | 2,55  |           |
| Iván Venegas Melillán         | Nueva Mayoría por Chile  | PCCh    | 552   | 2,46  |           |
| Yuviza Álvarez Ferreira       | Nueva Mayoría para Chile | PS      | 504   | 2,24  |           |
| Sofía González Cortés         | Nueva Mayoría por Chile  | ILS     | 176   | 0,78  |           |

### Elecciones municipales de 2021
- Elecciones municipales de 2021, para el concejo municipal de Hijuelas.

(Se consideran solamente a los candidatos con sobre el 2% de votos y candidatos electos como concejales)
| Candidato                   | Pacto                         | Partido | Votos | %     | Resultado |
| --------------------------- | ----------------------------- | ------- | ----- | ----- | --------- |
| Verónica Rossat Arriagada   | Chile Vamos                   | UDI     | 1016  | 14,33 | Concejala |
| Gladys Verdugo Palma        | Unidad por el Apruebo         | PS      | 620   | 8,75  | Concejala |
| Aroldo Vargas Silva         | Unidad por el Apruebo         | PS      | 549   | 7,75  | Concejal  |
| Eloy Tapia Oyanedel         | Chile Vamos                   | PRI     | 537   | 7,58  | Concejal  |
| Héctor Osorio López         | Unidos por la Dignidad        | ILXU    | 423   | 5,97  | Concejal  |
| Fabián Soto Soto            | Frente Amplio                 | CS      | 332   | 4,68  |           |
| Roberto Vera Toledo         | Unidad por el Apruebo         | ILYW    | 291   | 4,11  |           |
| Eduardo Cambiaso Tomic      | Chile Vamos                   | ILZJ    | 280   | 3,95  |           |
| Virginia Villalón Chávez    | Chile Vamos                   | PRI     | 274   | 3,87  |           |
| Benjamín Órdenes Pizarro    | Chile Vamos                   | ILZJ    | 274   | 3,72  | Concejal  |
| Hugo Olivares Cabrera       | Unidos por la Dignidad        | PDC     | 257   | 3,63  |           |
| Carolina Gutiérrez Sandoval | Unidad por el Apruebo         | ILYW    | 241   | 3,40  |           |
| Lidia Villalobos Villalobos | Unidos por la Dignidad        | PDC     | 210   | 2,96  |           |
| Nayabex Maturana Vilches    | Chile Vamos                   | PRI     | 190   | 2,68  |           |
| Héctor Zamora Cortés        | Chile Vamos                   | ILZJ    | 189   | 2,67  |           |
| Marta Sánchez Pavez         | Unidos por la Dignidad        | PDC     | 187   | 2,64  |           |
| Carolina González Aguilera  | Dignidad Ahora                | ILXY    | 182   | 2,57  |           |
| Eunice Delgado Arévalo      | Unidad por el Apruebo         | ILYW    | 160   | 2,26  |           |
| Rosa Pacheco Suárez         | Unidos por la Dignidad        | PDC     | 142   | 2,00  |           |
| Sofía González Cortés       | Chile Digno, Verde y Soberano | PCCh    | 111   | 1,57  |           |

### Elecciones parlamentarias de 2021
- Elecciones parlamentarias de 2021, candidata a diputada por el Distrito N.°6 (Cabildo, Calle Larga, Catemu, Hijuelas, La Calera, La Cruz, La Ligua, Limache, Llay Llay, Los Andes, Nogales, Olmué, Panquehue, Papudo, Petorca, Puchuncaví, Putaendo, Quillota, Quilpué, Quintero, Rinconada, San Esteban, San Felipe, Santa María, Villa Alemana y Zapallar).

| Candidato                    | Pacto                   | Partido | Votos  | %    | Resultado |
| ---------------------------- | ----------------------- | ------- | ------ | ---- | --------- |
| Diego Ibáñez Cotroneo        | Apruebo Dignidad        | CS      | 34 425 | 9,69 | Diputado  |
| Carolina Marzán Pinto        | Nuevo Pacto Social      | PPD     | 33 613 | 9,46 | Diputada  |
| Andrés Longton Herrera       | Chile Podemos Más       | RN      | 29 169 | 8,21 | Diputado  |
| Nelson Venegas Salazar       | Nuevo Pacto Social      | PS      | 25 452 | 7,16 | Diputado  |
| Chiara Barchiesi Chávez      | Frente Social Cristiano | PRCh    | 24 614 | 6,93 | Diputada  |
| Camila Flores Oporto         | Chile Podemos Más       | RN      | 16 480 | 4,64 | Diputada  |
| Luis Pardo Sáinz             | Chile Podemos Más       | RN      | 15 552 | 4,38 |           |
| Gaspar Rivas Sánchez         | Partido de la Gente     | PDG     | 14 851 | 4,18 | Diputado  |
| Sofía González Cortés        | Apruebo Dignidad        | PCCh    | 12 320 | 3,47 |           |
| Daniel Verdessi Belemmi      | Nuevo Pacto Social      | PDC     | 10 673 | 3,00 |           |
| Lorena Donaire Cataldo       | Apruebo Dignidad        | RD      | 10 058 | 2,83 |           |
| María Francisca Bello Campos | Apruebo Dignidad        | CS      | 8741   | 2,46 | Diputada  |